# NGC 6416
NGC 6416 (również OCL 1031 lub ESO 455-SC32) – gromada otwarta znajdująca się w gwiazdozbiorze Skorpiona. Odkrył ją James Dunlop 13 maja 1826 roku. Jest położona w odległości ok. 2,4 tys. lat świetlnych od Słońca.